# Beechcraft AT-10 Wichita
Beechcraft AT-10 Wichita là một loại máy bay huấn luyện của Hoa Kỳ trong Chiến tranh thế giới II, do công ty Beechcraft và Globe Aircraft Company chế tạo cho Không quân Lục quân Hoa Kỳ (USAAF).

## Quốc gia sử dụng
Hoa Kỳ
- Không quân Lục quân Hoa Kỳ

## Tính năng kỹ chiến thuật
Dữ liệu lấy từ American Warplanes of World War II 
Đặc điểm tổng quát
- Kíp lái: 2
- Chiều dài: 34 ft 4 in (10,46 m)
- Sải cánh: 44 ft 0 in (13,41 m)
- Chiều cao: 10 ft 4 in [2] (3,15 m)
- Diện tích cánh: 298 ft² (27,7 m²)
- Trọng lượng rỗng: 4.750 lb (2.155 kg)
- Trọng lượng cất cánh tối đa: 6.130 lb (2.781 kg)
- Động cơ: 2 × Lycoming R-680-9, 295 hp (220 kW)  mỗi chiếc

 Hiệu suất bay 
- Vận tốc cực đại: 198 mph (172 knot, 319 km/h)
- Tầm bay: 770 mi (970 hải lý, 1.240 km)
- Trần bay: 16.900 ft (5.150 m)
- Tải trên cánh: 20,6 lb/ft² (100 kg/m²)
- Công suất/trọng lượng: 0,096 hp/lb (0,16 kW/kg)